# Norman Deeley
Norman Victor Deeley (30. november 1933 – 7. september 2007) var en engelsk fodboldspiller, der spillede som højre kant. Han var på klubplan primært tilknyttet Wolverhampton Wanderers, men havde også et toårigt ophold hos Leyton Orient. Han vandt tre engelske mesterskaber og en FA Cup-titel med klubben.
Deeley spillede desuden to kampe for Englands landshold, som han debuterede for 13. maj 1959 i et opgør mod de daværende verdensmestre fra Brasilien.

## Titler
Engelsk Mesterskab
- 1954, 1958 og 1959 med Wolverhampton Wanderers

FA Cup
- 1960 med Wolverhampton Wanderers